# Stylurus spiniceps
Stylurus spiniceps là loài chuồn chuồn trong họ Gomphidae. Loài này được Walsh mô tả khoa học đầu tiên năm 1862.